# Transport des équidés

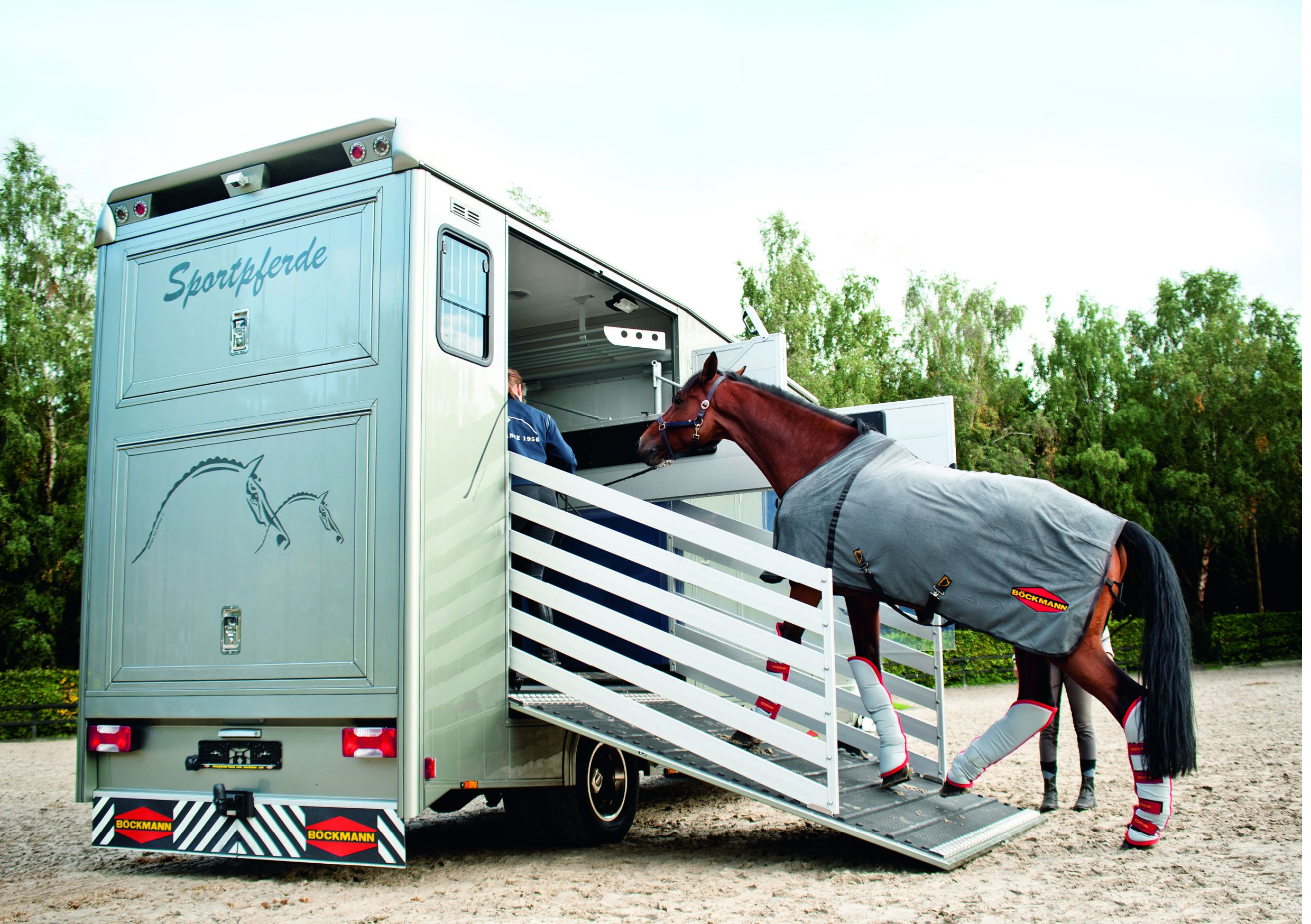
Embarquement d'un cheval dans un camion.

Le transport des équidés peut être nécessaire pour de nombreuses raisons, telles qu'une vente, un concours, un déménagement ou des soins médicaux dans une clinique vétérinaire. Pour s'effectuer dans de bonnes conditions, il nécessite un véhicule adapté (van ou camion aménagé) ainsi que certaines précautions. Le déplacement de chevaux sur de longues distances pose de nombreux problèmes. Il existe des protections spéciales pour le transport des équidés. Ils peuvent se blesser sur la barre anti-recul, à la tête, sur les flancs, ou prendre froid. Les vans permettent de transporter 1 à 3 chevaux, les camions peuvent en contenir beaucoup plus, jusqu'à dix[réf. nécessaire].

## Histoire

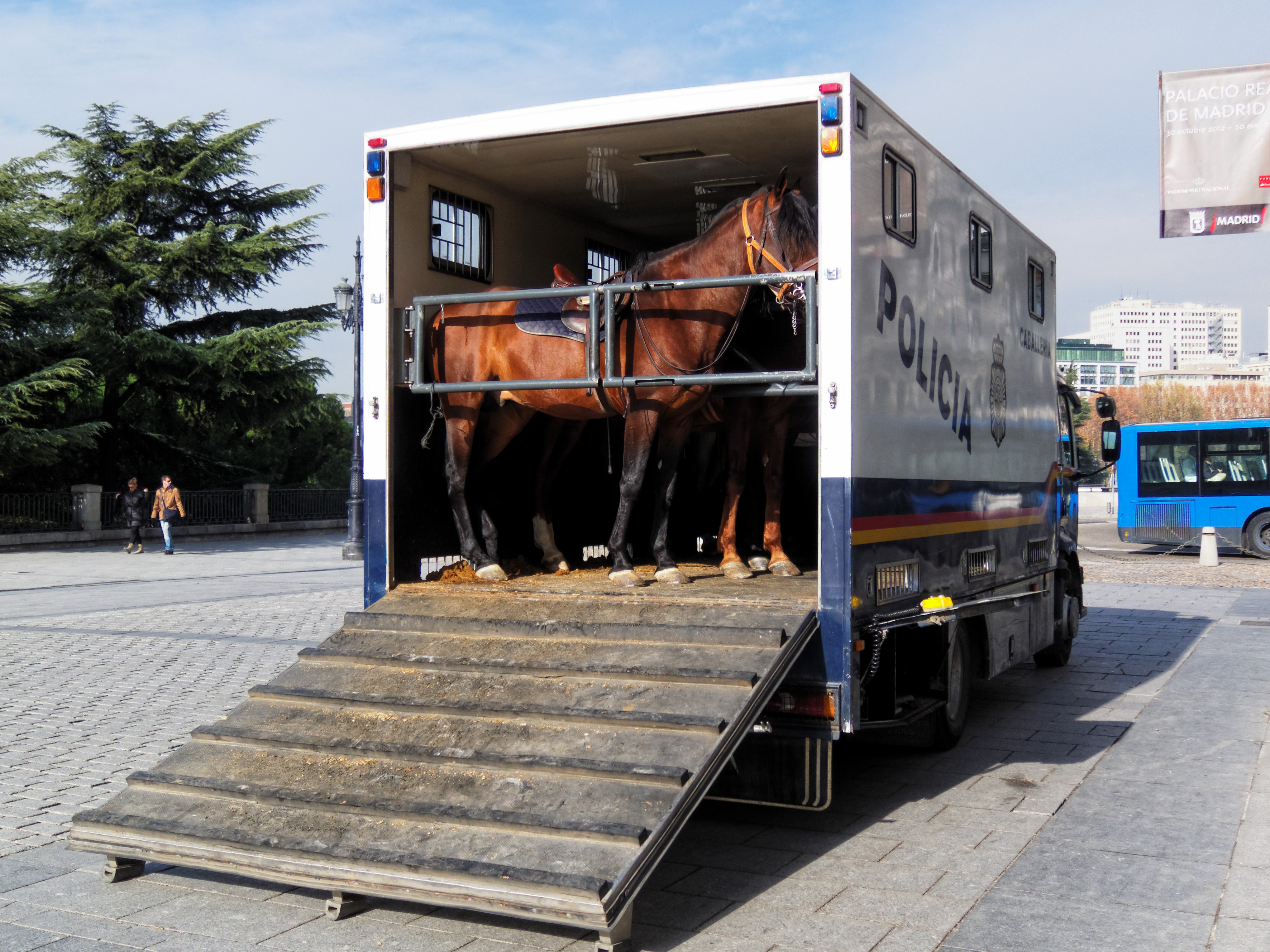
Transport de chevaux de la police montée, Madrid.

Par le passé, le transport des chevaux représentait une question stratégique cruciale pour les fins militaires.

## Équipement
Pour bien protéger le cheval pendant un transport, un équipement spécifique est à utiliser. Celui-ci est composé d'un protège-nuque, d'un licol, d'un filet si nécessaire, d'une longe, d'une chemise et/ou d'une couverture, d'un surfaix, de genouillères, de protège-jarrets, de bandes ou guêtres de transport, d'une bande de queue et d'un protège queue. Cet équipement est à moduler en fonction des conditions climatiques pour que le cheval n'aie ni trop froid, ni trop chaud.

## Stress du cheval
Le premier facteur de stress survient au moment d'embarquer l'animal. En effet, les équidés sont naturellement claustrophobes et ont une mauvaise vue de près. De plus, leur pupille s'adapte mal aux changements brusques de luminosité. Le fait d'être enfermé leur déplaît et représente pour eux une vulnérabilité.
Le transport s'accompagne d'une fatigue musculaire et d'une déshydratation de l'animal.
L'usage d'un miroir pour réduire le stress dû au sentiment d'isolement du cheval a été testé dans une étude.

## Éducation
Un cheval devant être déplacé plusieurs fois au cours de sa vie, un apprentissage précoce à l'embarquement dans un van ou un camion est recommandé. Le cheval doit apprendre à embarquer et à débarquer dans le calme. Les premières tentatives se font avec le pont ouvert et de la nourriture à l'intérieur pour que le cheval assimile le transport à un moment agréable. Le sol du camion peut également être paillé et un filet de foin suspendu selon les principes de sécurité pour permettre au cheval de manger pendant le transport.

## Réglementations
En Europe, le transport des équidés est réglementé lorsqu'il s'effectue dans le cadre d'une activité économique (les transports des amateurs ne sont soumis à aucune réglementation). Le règlement (CE) no 1/2005 du 22 décembre 2004 impose des règles pour la protection animale dès le 1er km parcouru. Ces règlements sont cependant très largement méconnus, une enquête menée par l'IFCE en 2012 démontrant que 60 % des personnes qui transportent un équidé dans le cadre d'une activité économique en PACA ne possèdent aucun des trois documents demandés, 23 % n'en possédant qu'un sur les trois.
Le transporteur est tenu de pouvoir présenter les documents d'identification du cheval et son certificat sanitaire, pour justifier de ses vaccinations (grippe et tétanos). Les chevaux malades, blessés ou en état de faiblesse sont considérés comme inaptes au transport, à moins que ce dernier ne s'effectue en vue d'un traitement vétérinaire. Les équidés non-enregistrés dans un stud-book ne peuvent être transportés s'il s'agit d'une jument gestante ayant dépassé 90 % de sa période de gestation, d'une jument ayant mis bas depuis moins d'une semaine, ou d'un poulain dont l'ombilic n'est pas cicatrisé.
Il existe aussi une réglementation précise sur le type de véhicule, celui-ci devant disposer par exemple d'un plancher antidérapant, d'un système d'aération et de cloisons pour séparer les animaux. En France, le permis B suffit pour conduire un ensemble ne dépassant pas 3,5 tonnes.
Pour de grands déplacements, il est possible de faire appel à un professionnel, le transporteur d'équidés. En France, ce métier est une spécialité du certificat d'aptitude professionnelle pour le transport des animaux vivants (CAPTAV).

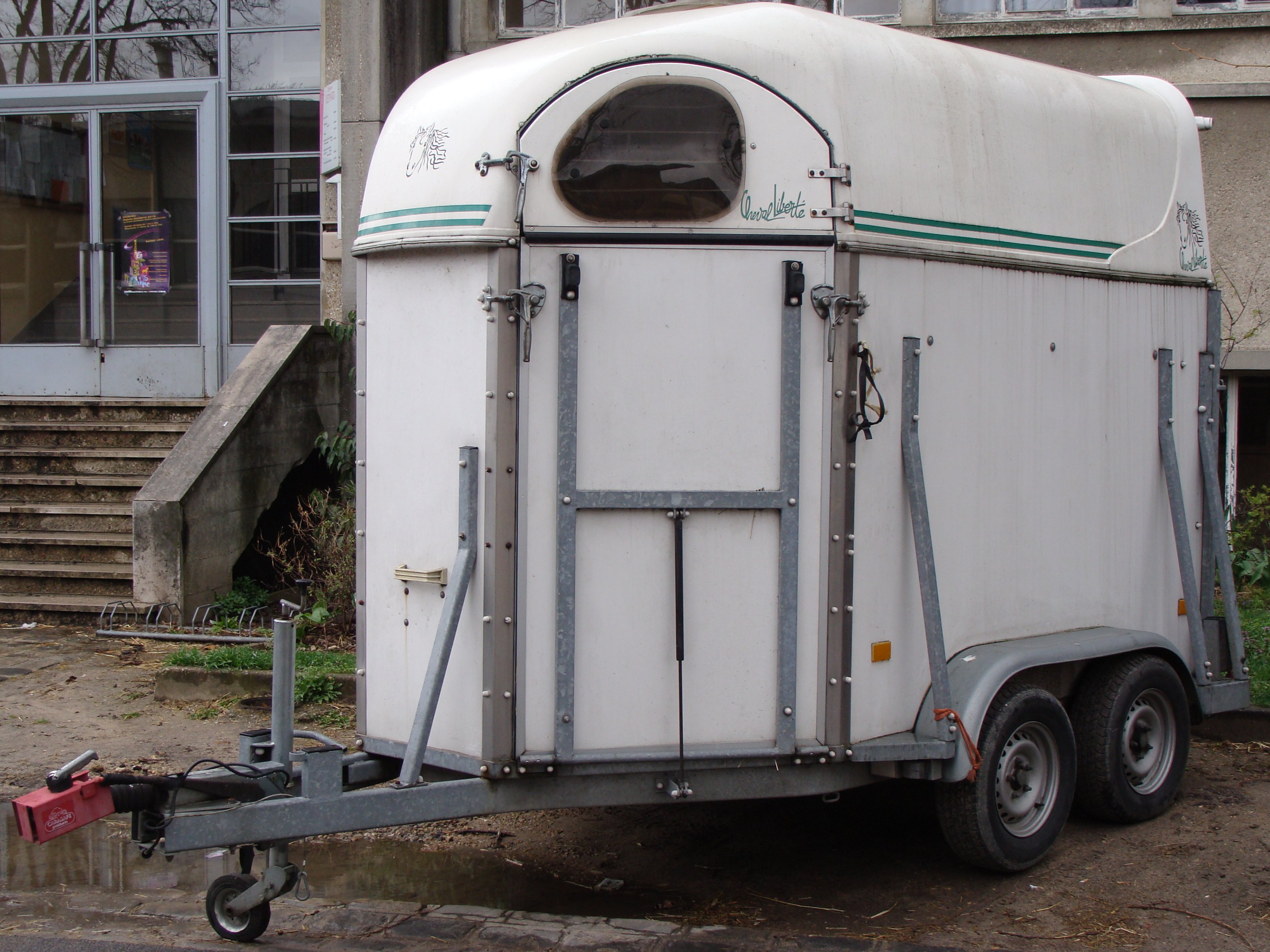
Van, remorque adaptée à tout type de véhicule puissant
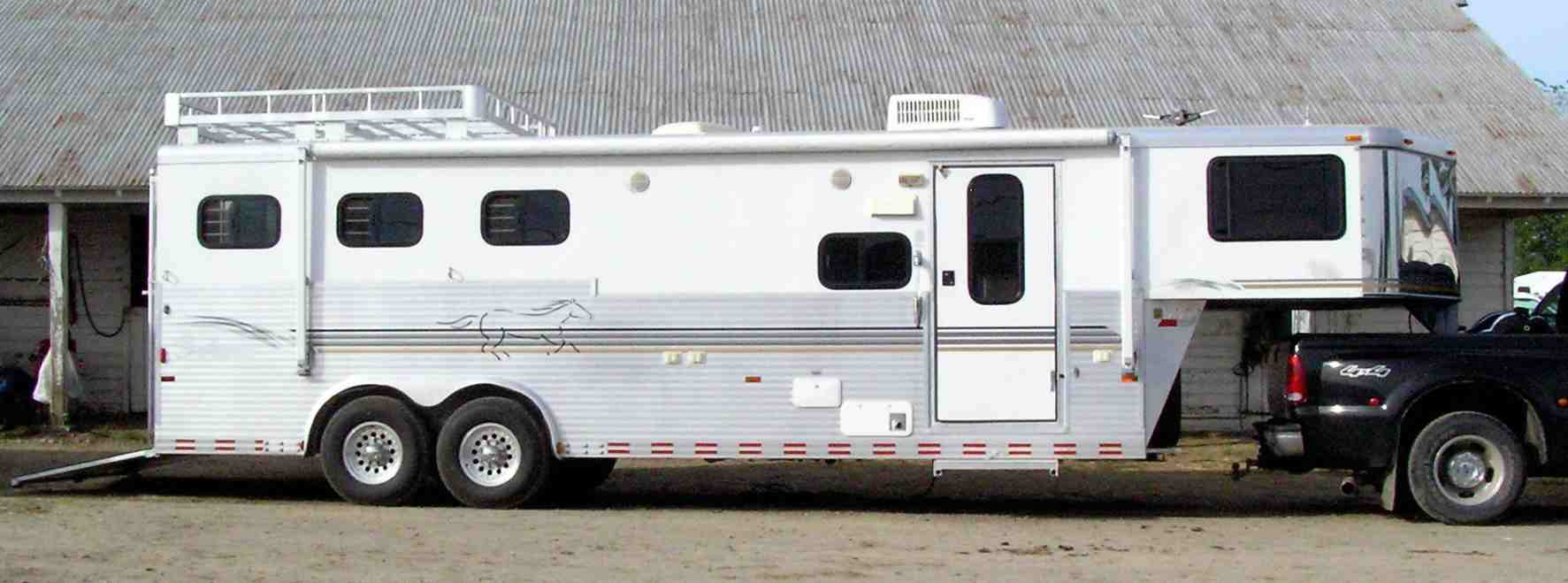
« Gooseneck », remorque américaine adaptée à un pick-up
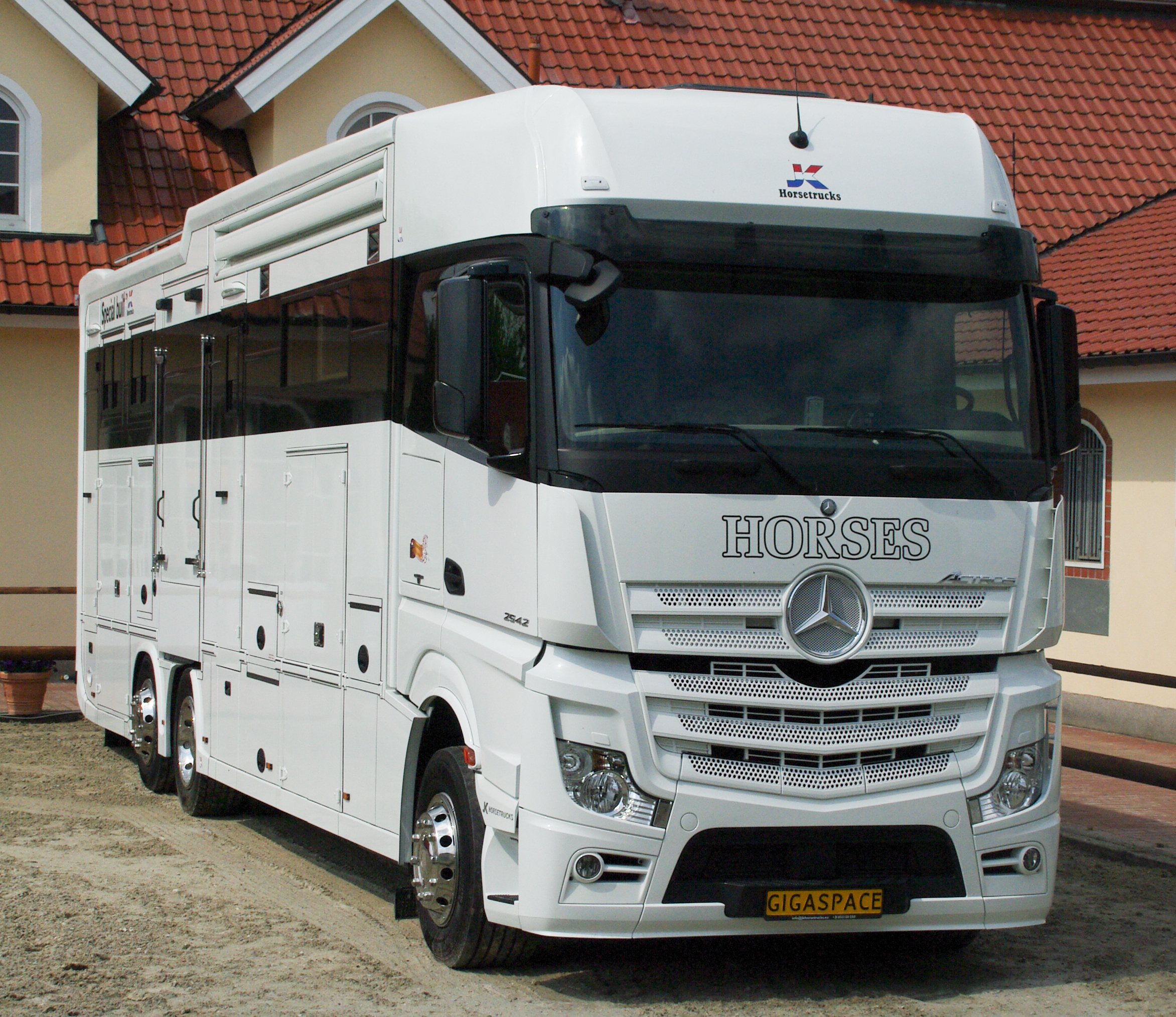
Camion

#### Articles scientifiques
- V. Boureau et E. Gaultier, « La phobie des transports chez le cheval : approche par l’éthologie clinique », Pratique vétérinaire équine, no 34,‎ 2002
- (en) E. Fazio, P. Medica C. Cravana et A. Ferlazzo, « Effects of competition experience and transportation on the adrenocortical and thyroid responses of horses », The veterinary record, no 163,‎ 2008
- (en) I. Andronie, M. Pârvu, V. Andronie et A. Ciurea, « Effects of transportation stress on some physiolocal indicators in sport horses », Zootehnie si Biotehnologii, no 42,‎ 2009
- (en) Schmidt A, Möstl E, Wernert C, Aurich J, Müller J, Aurich C, « ,Cortisol release and heart rate variability in horses during road transport », Hormones and behavior, no 57,‎ 2010
- (en) N. Waran et D. Cuddeford, « Effects of loading and transport on the heart rate and behaviour of horses », Applied animal behaviour science, no 43,‎ 1995

#### Articles de presse
- Marie-France Bouissou, « Bien voyager », Cheval Magazine, no 454,‎ 2009
- N. Harry, « A chacun son transport … Pourvu que tout se passe bien », Cheval Santé, no 30,‎ 2004
- M. Lafon, « Transport et compétition: optimiser l'association », Cheval santé, no 61,‎ 2009
- Claude Lux, « Bien transporter son cheval », Atout Cheval, no 64,‎ 2003
- L. Mercier, « La sécurité en voyage », L'Eperon, no 245,‎ 2005